# Ryan Hughes (joueur de poker)
Pour le joueur de hockey sur glace, voir Ryan Hughes.
Ryan Hughes est un joueur de poker américain, né en 1981 à San Francisco. Il est le premier joueur à avoir remporté deux bracelets des World Series of Poker au Stud à sept cartes hi-lo.

## Biographie
Ryan Hughes a débuté au poker en 2003.
En 2007, il remporte son premier bracelet à un tournoi de Stud à sept cartes hi-lo à 2 000 $, empochant 176 358 $,. Il remporte un nouveau bracelet l'année suivante, à un tournoi de Stud à sept cartes hi-lo à 1 500 $, empochant 183 368 $,.
En octobre 2015, il accumule 1 729 110 $ de gains en tournois.